# 克勞斯·邁恩
克勞斯·邁恩（英語：Klaus Meine，1948年5月25日—），德國歌手，以搖滾樂團蠍子樂隊的主唱而聞名。他和吉他手魯道夫·申克是唯二在所有蠍子樂團唱片裡皆有出現的成員。邁恩在2006年Hit Parader的史上最佳的金屬樂主唱裡排在第22名。

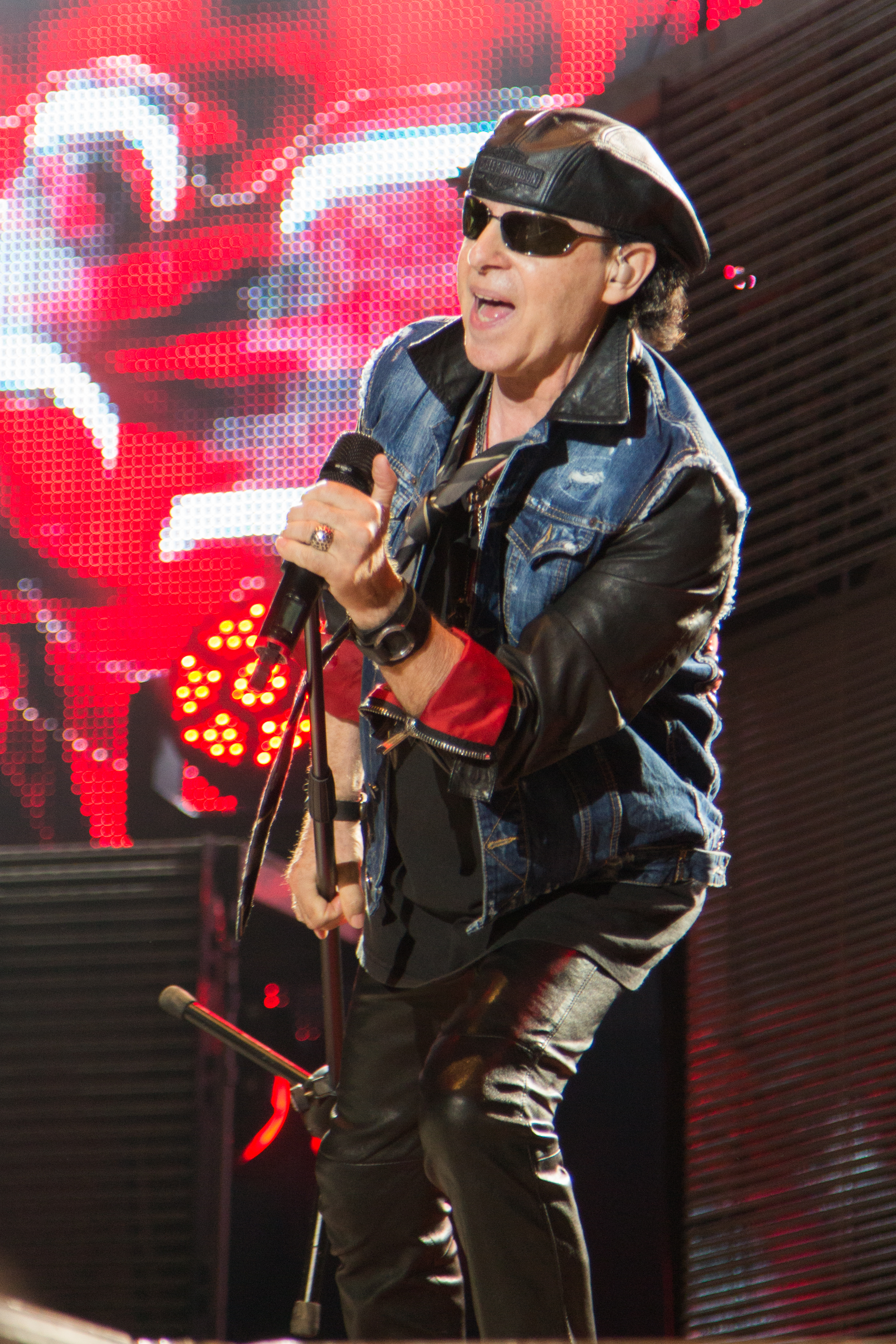
2014年

## 生平
邁恩以其獨特的聲線以及突出的高音與廣闊的音域而眾所周知。
邁恩为寫了天蠍樂團大部分的歌詞，他也與天蠍樂團前鼓手 Herman Rarebell 一起創作歌詞，例如膾炙人口的 Rock You Like a Hurricane。邁恩獨自創作的歌曲，例如Wind of Change、You and I、But the Best for You、Does Anyone Know、A Moment in a Million Years、Moment of Glory、I Wanted to Cry、Back to You、My City, My Town、Follow Your Heart、Rock'n'Roll Band、The World We Used To Know以及Who We Are。
1981年，在結束世界巡迴以及Blackout專輯的錄音期間，邁恩失去了他的聲音以致於他無法发声。因為聲音問題，他被醫生建議考虑一下其他的职业。然而，天蠍樂團坚持了下来，在之後的復健以及兩次的聲帶手術，邁恩的聲音康復了。
1990年代，邁恩在 Live In Berlin 表演Roger Waters的The Wall，邁恩是這段表演期間的主唱。2000年，他獲頒漢諾威榮譽市民。2008年，德國吉他和拾音器製造商 Dommenget在邁恩60歲生日時發行克勞斯·邁恩的簽名吉他。
除了天蠍樂團，他也在改編自歌劇詠嘆調〈公主徹夜未眠〉的 Bridge to heaven 一曲與天蠍樂團前吉他手 Uli Jon Roth 合作；Send Me An Angel、Bigger than Life、Keep the World Child、以及 Jerusalen of Gold 等曲與以色列歌手 Liel Kolet合作；從 Rilke Projekt 合作 Bis Wohin reicht mein Leben；與男高音卡列拉斯在 Wind of Change合作；在 Avantasia 的 The Wicked Symphony 專輯中合作 Dying for an Angel 一曲。